# (PRODUCT)RED
(PRODUCT)RED는 HIV/AIDS 근절을 위한 브랜드 및 사회 공헌 프로젝트이다. 민간 기업을 통하여 HIV/AIDS를 홍보하고 상담, 검사 및 치료를 위한 기금을 마련하는데 목적을 둔다. 2006년 ONE 캠페인 및 DATA의 대표인 바비 쉬라이버와 보노(락밴드 U2의 리더)로부터 시작되었다. 프로덕트 레드는 후원사들과 제휴하여 후원 제품을 만들고, 판매 수익의 일정 부분을 기부받는다. 캠페인에 동참하는 기업은 빨간색 제품을 출시하여 판매하며, 이는 에이즈 인권운동의 상징인 붉은색 리본을 기리는 의미를 가진다. 기부된 돈은 100% 에이즈, 결핵, 말라리아 퇴치를 위한 세계기금에 지원되어 총 8개의 아프리카 국가(가나, 케냐, 레소토, 르완다, 남아공, 에스와티니, 탄자니아, 잠비아)에 혜택이 돌아가게 된다.최근 코로나 19에 기부 되기도 했다.2018년 기준으로 프로덕트 레드는 6억 달러 이상을 모금하였으며, 가나에는 6400만 달러를, 탄자니아에는 2300만 달러를 지원하는 등의 성과를 내었다.

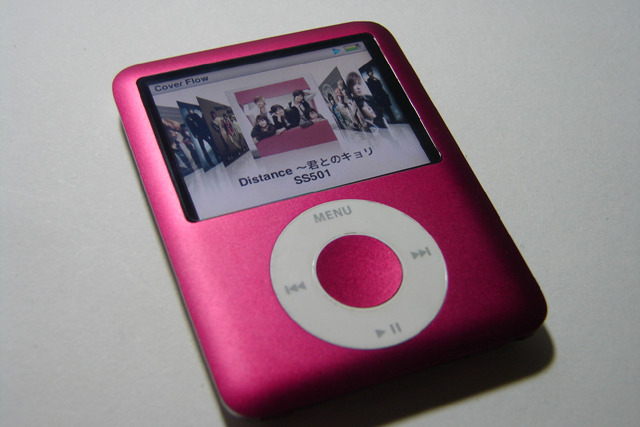
아이팟 나노 3세대 프로덕트 레드

## 참여 기업 및 제품군
다음은 대표적인 (PRODUCT)RED 제휴 상품들이다.
| 브랜드 명           | 상품                                          |
| ------------------- | --------------------------------------------- |
| 아메리칸 익스프레스 | 레드 카드                                     |
| 갭                  | 의류                                          |
| 컨버스              | 진흙 천 소재 신발                             |
| 조르지오 아르마니   | 향수, 보석, 의류 등                           |
| 모토로라            | 실버, 크레이저, 레이저 시리즈                 |
| 인디펜던트          | 신문                                          |
| 애플                | 아이팟, 아이패드, 아이폰 시리즈 및 액세서리들 |
| 델, 마이크로소프트  | 델 XPS 제품군 일부 (윈도우 비스타 레드 포함)  |
| 스타벅스            | 레드 카드, 2008 할리데이 프로모션             |
| 캐논                | PowerShot SD990 IS 한정판                     |
| 나이키              | 빨간색 신발끈                                 |

애플은 특히 전체 성금의 ⁠1/3⁠ 이상을 담당하여 가장 많은 기부금을 모았다.

## 비판
프로덕트 레드는 기존의 공공 영역 및 민간 자선 단체의 모금보다 효율이 떨어진다는 비판을 받았다. 또한 모금의 투명성에 의문이 제기되었다.

## 같이 보기
- 사회지향적 마케팅
- 코즈 마케팅
- 사회적 기업
- 세계 에이즈의 날
- 질병
- 기부